# Koeleria spicata
La gramigna spicata (Koeleria spicata (L.)  Barberá, Quintanar, Soreng & P.M.Peterson, 2019) è una pianta angiosperma monocotiledone appartenente alla famiglia delle Poacee (sottofamiglia Pooideae).

## Etimologia
L'epiteto specifico (spicata) deriva da due parole: "spica" (= un punto, una spiga o una punta di grano) e "-ata" (= possedendo) e fa riferimento all'infiorescenza con pannocchie appuntite.

## Descrizione

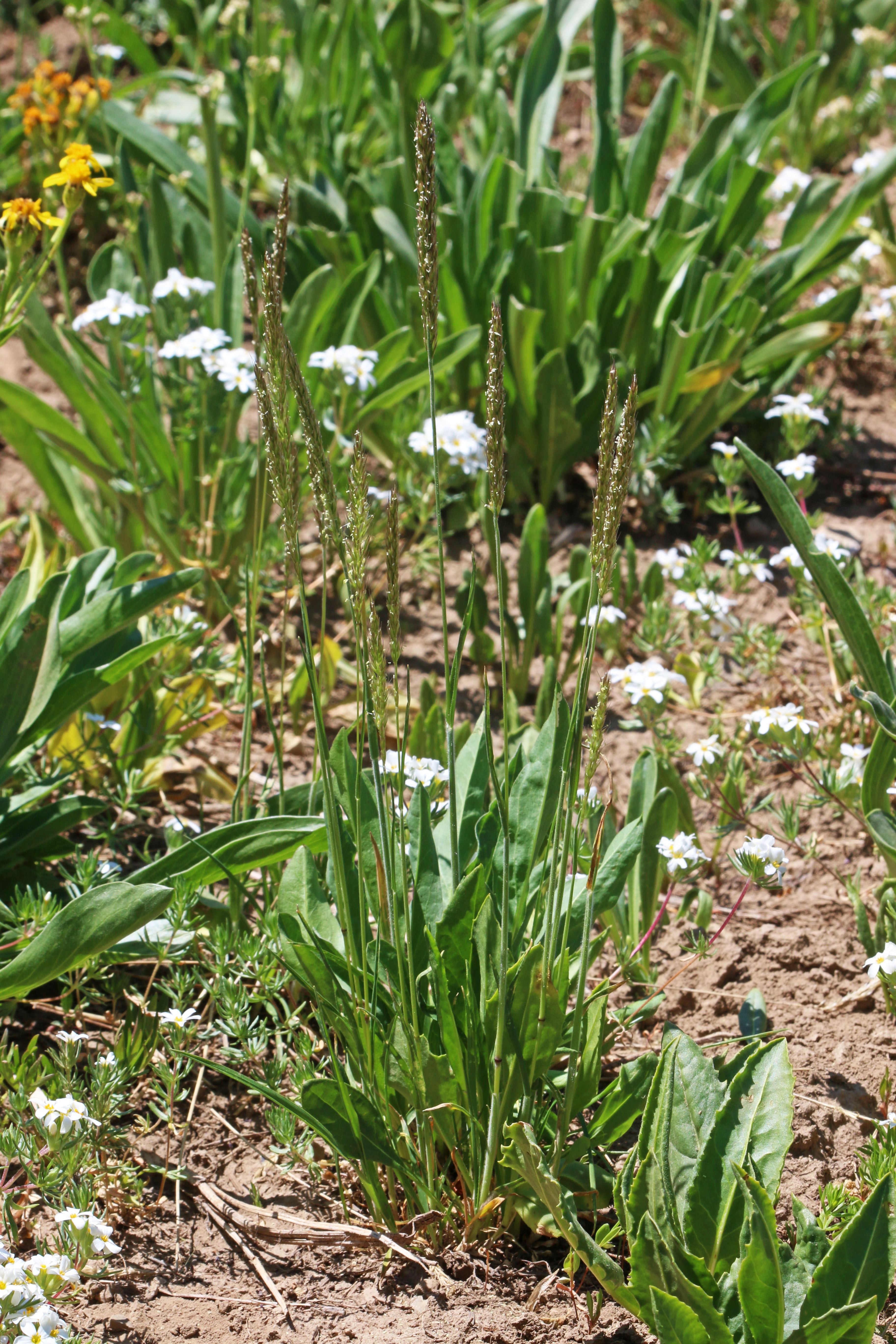
Il portamento

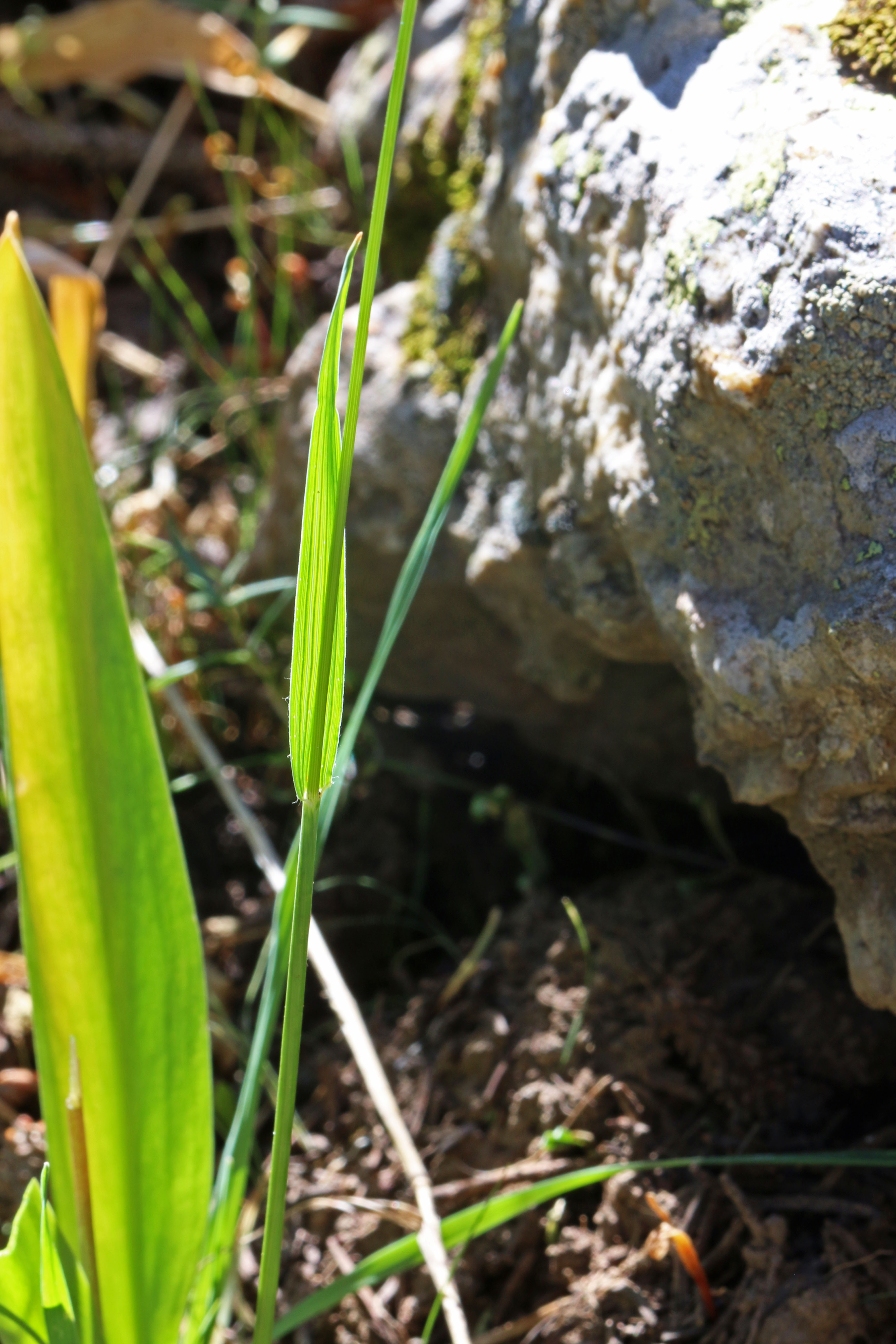
Le foglie

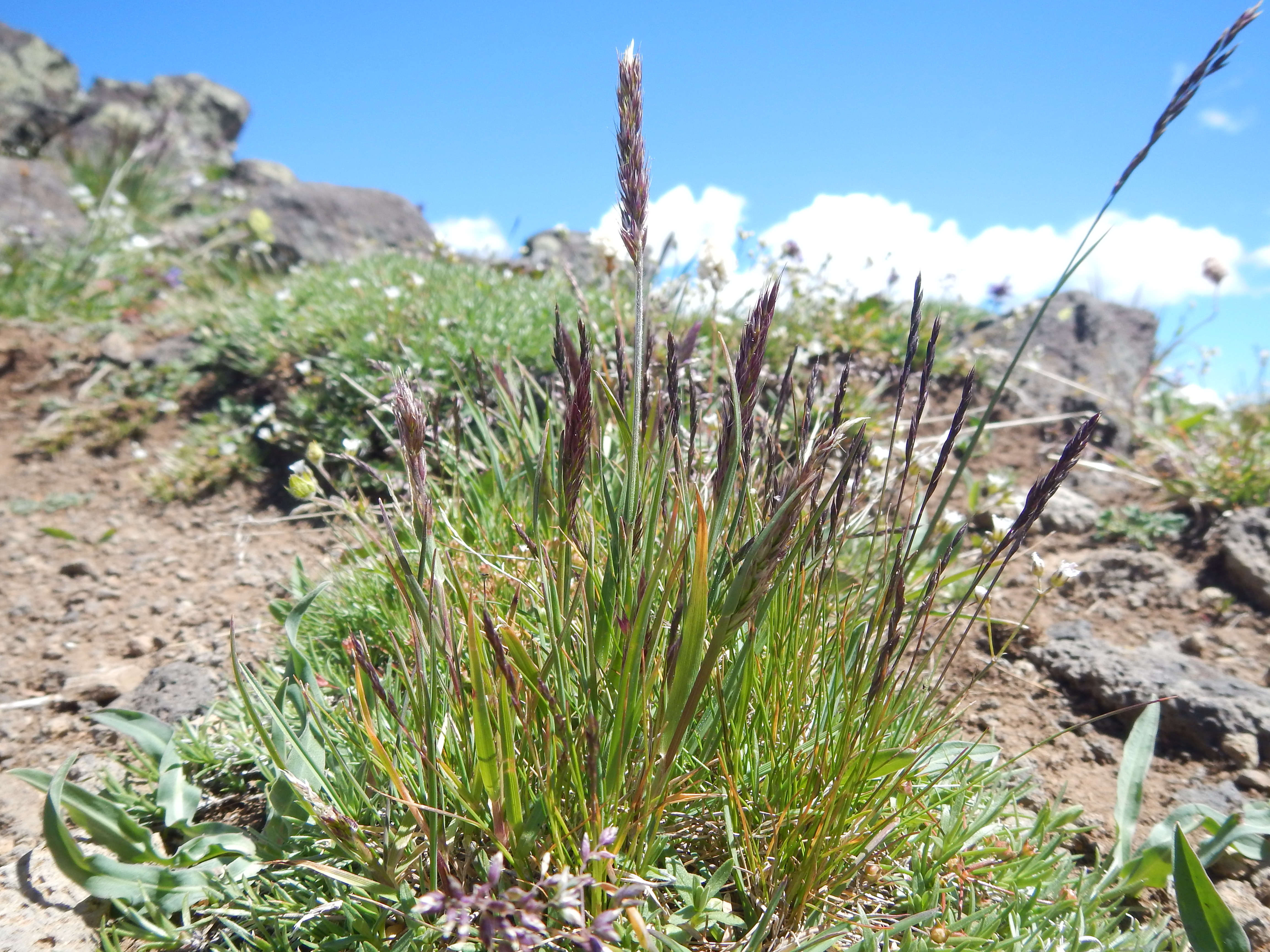
Infiorescenza

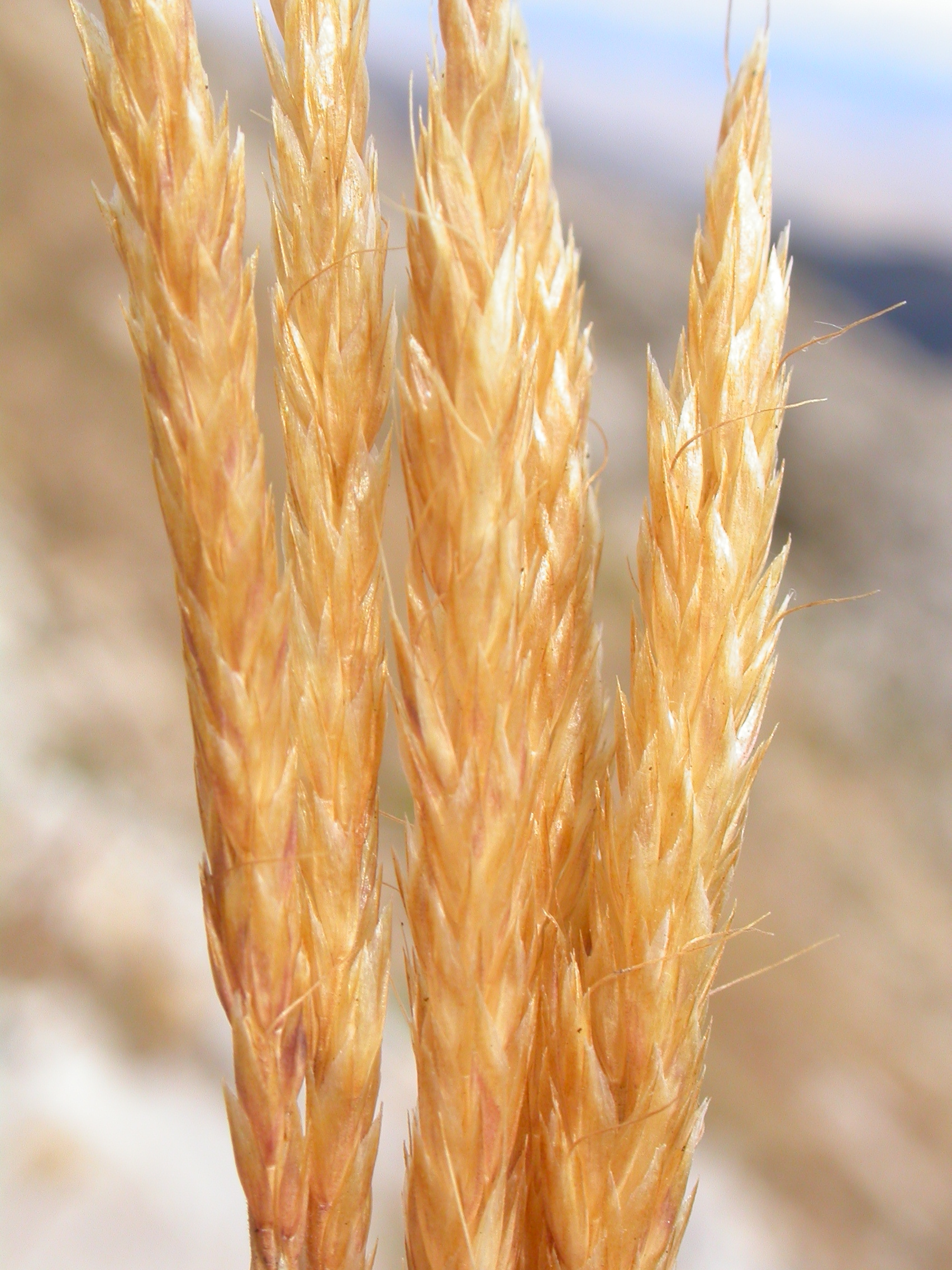
I fiori

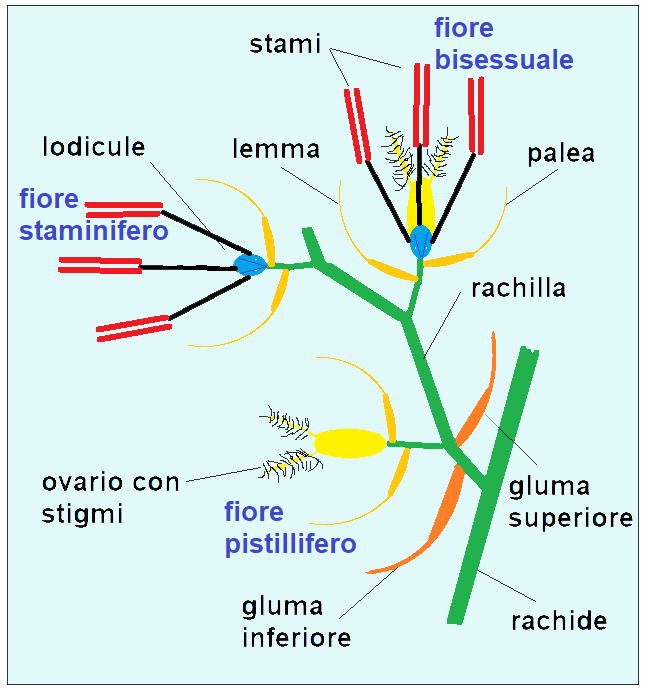
Spighetta generica con tre fiori diversi

Queste piante arrivano ad una altezza di 1 - 2 dm (massimo 60 cm). La forma biologica è emicriptofita cespitosa (H caesp), sono piante erbacee, perenni, con gemme svernanti al livello del suolo e protette dalla lettiera o dalla neve e presentano ciuffi fitti di foglie che si dipartono dal suolo.

### Radici
Le radici sono dei rizomi allungati.

### Fusto
La parte aerea della pianta consiste in culmi brevi ma robusti, eretti (o genicolati). In genere sono solitari e poco ramificati. Sono fogliosi fino alla base della pannocchia; in prossimità della pannocchia sono da pubescenti a tomentosi. I nodi per culmo sono 2 - 5. Diametro dei culmi: 1 – 2 mm.

### Foglie
Le foglie lungo il culmo sono disposte in modo alterno, sono distiche e si originano dai vari nodi. Sono composte da una guaina, una ligula e una lamina. Le venature sono parallelinervie.
- Guaina: la guaina è abbracciante il fusto; la superficie è pubescente.
- Ligula: la ligula, membranosa e cigliata, è troncata. Lunghezza 0,5 – 2 mm.
- Lamina: la lamina, glabra oppure da densamente a scarsamente pelosa su entrambe le superfici o solo sulla superficie abassiale, è spesso piatta o arrotondata e convoluta con apici acuminati. I margini possono essere setosi. Dimensione della lamina: larghezza 1 – 4 mm; lunghezza 2 – 15 cm.

### Infiorescenza
Infiorescenza principale (sinfiorescenza o semplicemente spiga): le infiorescenze hanno la forma di una densa pannocchia spiciforme (appuntita) ovato-ellittica e sono formate da diverse spighette. I rami inferiori sono fioriferi alla base. Le spighette fertili sono peduncolate. La fillotassi dell'inflorescenza inizialmente è a due livelli (o a due ranghi), anche se le successive ramificazioni la fa apparire a spirale. Dimensioni della pannocchia: larghezza 1 cm; lunghezza 2 – 4 cm (massimo 10 cm).

### Spighetta
Infiorescenza secondaria (o spighetta): le spighette, dalle forme ellittiche o lanceolate o oblunghe e compresse lateralmente, sottese da due brattee distiche e strettamente sovrapposte chiamate glume (inferiore e superiore), sono formate da 2 - 3 fiori. Possono essere presenti dei fiori sterili; in questo caso sono in posizione distale rispetto a quelli fertili. Alla base di ogni fiore sono presenti due brattee: la palea e il lemma. La disarticolazione in genere avviene sotto ogni fiore fertile. Le spighette sono colorate di violaceo scuro. Lunghezza delle spighette: 4 – 9 mm.
- Glume: le glume sono subuguali e glabre. Lunghezza delle glume: 4,5 – 5 mm.
- Palea: la palea è un profillo lanceolato con alcune venature e margini cigliati.
- Lemma: il lemma all'apice termina con delle setole; a 1/5 dall'apice è inserita una resta lunga 3 - 3,5 mm, ma più breve del lemma stesso. Lunghezza del lemma: 4 - 4,5 mm (comprese le setole apicali).

### Fiore
I fiori fertili sono attinomorfi formati da 3 verticilli: perianzio ridotto, androceo  e gineceo.
- Formula fiorale:[5]

*, P 2, A (1-)3(-6), G (2–3) supero, cariosside.
- Il perianzio è ridotto e formato da due lodicule, delle squame traslucide, poco visibili (forse relitto di un verticillo di 3 sepali). Le lodicule sono membranose e non vascolarizzate.
- L'androceo è composto da 3 stami ognuno con un breve filamento libero, una antera sagittata e due teche. Le antere (lunghe 2,2 mm) sono basifisse con deiscenza da una fessura laterale longitudinale. Il polline è monoporato.
- Il gineceo è composto da 3-(2) carpelli connati formanti un ovario supero. L'ovario, glabro e allungato, ha un solo loculo con un solo ovulo subapicale (o quasi basale). L'ovulo è anfitropo e semianatropo e tenuinucellato o crassinucellato. Lo stilo è breve con due stigmi papillosi e distinti.
- Fioritura: da luglio a agosto.

### Frutti
I frutti sono dei cariosside, ossia sono dei piccoli chicchi indeiscenti, con forme ovoidali, nei quali il pericarpo è formato da una sottile parete che circonda il singolo seme. In particolare il pericarpo è fuso al seme ed è aderente. L'endocarpo non è indurito e lineare; l'ilo è puntiforme. L'embrione è provvisto di epiblasto; ha inoltre un solo cotiledone altamente modificato (scutello senza fessura) in posizione laterale. I margini embrionali della foglia non si sovrappongono. A volte l'endosperma è liquido.

## Biologia
Come gran parte delle Poaceae, le specie di questo genere si riproducono per impollinazione anemogama. Gli stigmi più o meno piumosi sono una caratteristica importante per catturare meglio il polline aereo. La dispersione dei semi avviene inizialmente a opera del vento (dispersione anemocora) e una volta giunti a terra grazie all'azione di insetti come le formiche (mirmecoria). In particolare i frutti di queste erbe possono sopravvivere al passaggio attraverso le budella dei mammiferi e possono essere trovati a germogliare nello sterco.

## Distribuzione e habitat

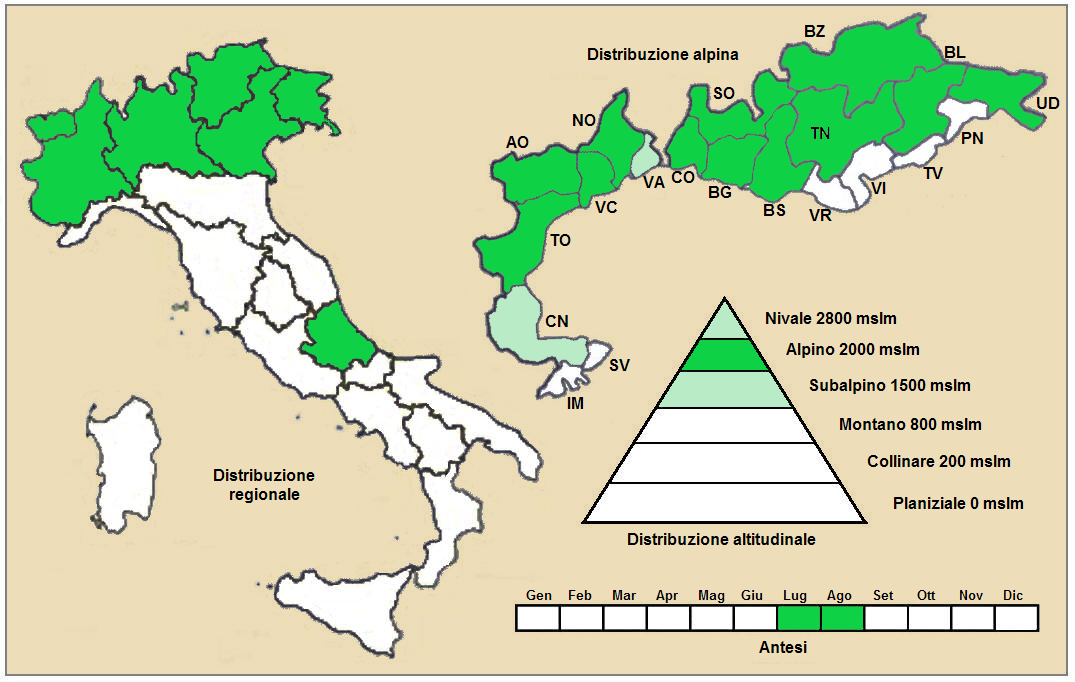
Distribuzione della pianta
(Distribuzione regionale – Distribuzione alpina)

- Geoelemento: il tipo corologico (area di origine) è Orofita / Sub-cosmopolita.
- Distribuzione: in Italia è una specie rara e si trova solamente al nord sui rilievi alpini (versante meridionale e settentrionale). Sugli altri rilievi europei collegati alle Alpi si trova nei Pirenei.[14] Nel resto dell'areale europeo/mediterraneo si trova in Europa occidentale, Scandinavia e Transcaucasia. Altrove è presente in Asia, Australia e America.[10]
- Habitat: gli habitat tipici per questa pianta sono i pendii franosi e le creste. Il substrato preferito è calcareo ma anche siliceo con pH neutro, medio-bassi valori nutrizionali del terreno che deve essere mediamente umido.[14]
- Distribuzione altitudinale: sui rilievi queste piante si possono trovare da 2.300 m s.l.m. fino a 3.300 m s.l.m. (da 1.900 m s.l.m. a 5.600 m s.l.m. in Cina[10]); frequentano quindi il seguente piano vegetazionale: alpino e in parte quello subalpino e nivale.

### Fitosociologia

#### Areale alpino
Dal punto di vista fitosociologico alpino Trisetum spicatum appartiene alla seguente comunità vegetale:
- Formazione: delle comunità delle fessure, delle rupi e dei ghiaioni

- Classe: Thlaspietea rotundifolii

- Ordine: Drabetalia hoppeanae

- Alleanza: Drabion hoppeanae

#### Areale italiano
Per l'areale completo italiano Trisetum spicatum appartiene alla seguente comunità vegetale:
- Macrotipologia: vegetazione casmofitica, glareicola ed epifitica

- Classe:  Thlaspietea rotundifolii Br.-Bl., 1948

- Ordine:   Drabetalia hoppeanae Zollitsch ex Merxm. & Zollitsch, 1967

- Alleanza: Drabion hoppeanae Zollitsch ex Merxm. & Zollitsch, 1967

Descrizione. L'alleanza Drabion hoppeanae è relativa alle comunità dei ghiaioni calcarei e scisto-calcarei delle aree alpine. Questa comunità si sviluppa su detriti criofili di calcescisti o di rocce di diversa natura. I piani interessati sono quelli alpini e nivali. Le specie di questa associazione rappresentano stadi pionieri e spesso lungamente durevoli. In Italia è presente sulle Alpi.
Alcune specie presenti nell'associazione: Draba hoppeana, Draba dolomitica, Artemisia genipi, Campanula cenisia, Saxifraga biflora, Herniaria alpina, Doronicum glaciale, Galium megalospermum, Psilathera ovata e Pritzelago brevicaulis.

## Tassonomia
La famiglia delle Poacee comprende circa 800 generi e oltre 9.000 specie. È una delle famiglie più numerose e più importanti del gruppo delle monocotiledoni. La famiglia è suddivisa in 12 sottofamiglie, il genere Trisetum  fa parte della sottofamiglia Pooideae con 65 specie distribuite nelle soprattutto nelle regioni temperate dell'emisfero settentrionale.
Il basionimo per questa specie è: Aira spicata L., 1753

### Filogenesi
La sottotribù Aveninae fa parte della tribù Poeae e quindi della supertribù Poodae L. Liu, 1980. All'interno della tribù, la sottotribù Aveninae appartiene al gruppo con le sequenze dei plastidi di tipo "Aveneae" (definito "Poeae chloroplast groups 1" o anche "Plastid Group 1 (Aveneae-type)").
All'interno delle Aveninae si individuano due subcladi. Koeleria si trova nel clade insieme ai generi Graphephorum, Lagurus, Sphenopholis, Trisetopsis e Tzveleviochloa (compresi i sinonimi  Avellinia, Gaudinia, Leptophyllochloa, Peyritschia e Rostraria).

### Variabilità
L'areale di questa specie, nella zona alpina, è molto ampio nel quale essa dimostra un elevato polimorfismo. Nell'areale europeo/mediterraneo sono state individuate due sottospecie (non sempre riconosciute da altre checklist):
- subsp. ovatipaniculatum Jonsell, 1975 - Distribuzione: Europa occidentale (compresa l'Italia - Alpi) e Transcaucasia.
- subsp. pilosiglume (Fernald) Hultén, 1959 - Distribuzione: Islanda.

In Asia sono presenti diverse forme le cui varietà sono ancora molto imperfettamente studiate e comprese, specialmente sull'Himalaya. Qui di seguito sono elencate alcune di queste sottospecie (la cui specificità eventualmente è da definire con ulteriori studi e ricerche):
- subsp. virescens  (Regel) Tzvelev, 1971 - Il lemma inferiore è lungo 4 – 5,5 mm con setole lunghe 3 – 5 mm; le spighette hanno noralmente 2 fiori.
- subsp. alaskanum (Nash) Hultén, 1959 - Il lemma inferiore è lungo 5 – 7 mm con setole lunghe 5 – 7 mm; le spighette hanno noralmente 2/3 fiori.
- subsp. tibeticum  (P. C. Kuo & Z. L. Wu) Dickoré, 1995 - Le piante sono alte 2 – 12 cm; le foglie sono tomentose; i lemmi sono densamente pubescenti.
- subsp. mongolicum Hultén ex Veldkamp, 1983 - La pannocchie sono ovate o oblunghe-ovate; le setole sono lunghe 3 – 4 mm.

### Sinonimi
Questa entità ha avuto nel tempo diverse nomenclature. L'elenco seguente indica alcuni tra i sinonimi più frequenti:
- Aira spicata L.
- Aira subspicata L.
- Avena airoides Koeler
- Avena mollis Michx.
- Avena squarrosa Schrank
- Avena subspicata Clairv.
- Avena tolucensis Kunth
- Avena virescens (Regel) Regel
- Briza toluccensis Kunth
- Calamagrostis falklandiae Steud.
- Calamagrostis subspicata Desv.
- Deyeuxia subspicata Desv.
- Graphephorum shearii (Scribn.) Rydb.
- Koeleria aristata Loisel.
- Koeleria subspicata Mart. ex Rchb.
- Melica triflora Bigelow
- Rupestrina pubescens Prov.
- Trisetaria airoides (Koeler) Baumg.
- Trisetaria spicata (L.) Paunero
- Trisetaria spicata subsp. ovatipaniculata (Hultén) Banfi & Soldano
- Trisetaria spicata subsp. pilosiglumis (Fernald) Banfi & Soldano
- Trisetum airoides (Koeler) Roem. & Schult.
- Trisetum alaskanum Nash
- Trisetum albidum Sodiro
- Trisetum americanum Gand.
- Trisetum andinum Phil.
- Trisetum andinum Benth.
- Trisetum argenteum Scribn.
- Trisetum barbatipaleum (Hultén ex Veldkamp) Finot
- Trisetum biflorum Phil.
- Trisetum brittonii Nash
- Trisetum canescens var. montanum (Vasey) Hitchc.
- Trisetum congdonii Scribn. & Merr.
- Trisetum dianthemum (Louis-Marie) Finot
- Trisetum disjunctum Louis-Marie
- Trisetum fedtschenkoi Henrard
- Trisetum formosanum Honda
- Trisetum fuegianum Gand.
- Trisetum geghamense Gabrieljan
- Trisetum gracile Sodiro
- Trisetum groenlandicum Steud.
- Trisetum interruptum E.Fourn.
- Trisetum kitadakense Honda
- Trisetum labradoricum Steud.
- Trisetum majus Rydb.
- Trisetum molle Kunth
- Trisetum mongolicum (Hultén) Peschkova
- Trisetum mongolicum var. elatior (Krylov) Peschkova
- Trisetum montanum Vasey
- Trisetum montanum var. pilosum Louis-Marie
- Trisetum montanum var. shearii (Scribn.) Louis-Marie
- Trisetum nivosum E.Fourn.
- Trisetum ochrostachyum Phil.
- Trisetum oreophilum subsp. barbatipaleum (Hultén ex Veldkamp) Finot
- Trisetum oreophilum subsp. colombianum Finot
- Trisetum ovatipaniculatum (Hultén) Galushko
- Trisetum pubiflorum Hack.
- Trisetum seravschanicum Roshev.
- Trisetum shearii Scribn.
- Trisetum spicatum (L.) K.Richt.
- Trisetum spicatum var. alaskanum (Nash) Louis-Marie
- Trisetum spicatum subsp. alaskanum (Nash) Hultén
- Trisetum spicatum var. andinum (Benth.) Louis-Marie
- Trisetum spicatum subsp. andinum (Benth.) Hultén
- Trisetum spicatum var. barbatipaleum Hultén ex Veldkamp
- Trisetum spicatum subsp. bolivianum Hultén
- Trisetum spicatum var. brittonii (Nash) Louis-Marie
- Trisetum spicatum subsp. congdonii (Scribn. & Merr.) Hultén
- Trisetum spicatum var. congdonii (Scribn. & Merr.) Hitchc.
- Trisetum spicatum var. dianthemum Louis-Marie
- Trisetum spicatum subsp. dianthemum (Louis-Marie) Finot
- Trisetum spicatum f. elatior Krylov
- Trisetum spicatum subsp. formosanum (Honda) Veldkamp
- Trisetum spicatum var. fuegianum (Hack.) Louis-Marie
- Trisetum spicatum var. himalaicum (Hultén) P.C.Kuo & Z.L.Wu
- Trisetum spicatum var. maidenii (Gand.) Fernald
- Trisetum spicatum var. majus (Rydb.) Farw.
- Trisetum spicatum subsp. majus (Rydb.) Hultén
- Trisetum spicatum var. michauxii H.St.John
- Trisetum spicatum var. molle (Kunth) Beal
- Trisetum spicatum subsp. molle (Kunth) Hultén
- Trisetum spicatum var. mongolicum (Hultén) P.C.Kuo & Z.L.Wu
- Trisetum spicatum subsp. montanum (Vasey) W.A.Weber
- Trisetum spicatum var. nivosum (E.Fourn.) Louis-Marie
- Trisetum spicatum var. pilosiglume Fernald
- Trisetum spicatum subsp. pilosiglume (Fernald) Hultén
- Trisetum spicatum var. pubiflorum (Hack.) L.Liu
- Trisetum spicatum var. spicatiforme Hultén
- Trisetum spicatum subsp. tolucense (Kunth) Hultén
- Trisetum spicatum var. villosissimum (Lange) Louis-Marie
- Trisetum spicatum subsp. virescens (Regel) Tzvelev
- Trisetum spicatum f. viviparum A.E.Porsild
- Trisetum spicatum subsp. wrangelense V.V.Petrovsky
- Trisetum spiciforme Dulac
- Trisetum subspicatum P.Beauv.
- Trisetum subspicatum var. breviglume Hack.
- Trisetum subspicatum var. fuegianum Hack.
- Trisetum subspicatum var. laxius Lange
- Trisetum subspicatum f. maidenii Gand.
- Trisetum subspicatum var. molle (Kunth) A.Gray
- Trisetum subspicatum var. villosissimum Lange
- Trisetum tolucense (Kunth) Kunth
- Trisetum triflorum (Bigelow) Á.Löve & D.Löve
- Trisetum triflorum subsp. molle (Kunth) Á.Löve & D.Löve
- Trisetum variabile É.Desv.
- Trisetum virescens (Regel) B.Fedtsch.
- Trisetum wrangelense (V.V.Petrovsky) Prob.

### Specie simili
La specie di questa voce può essere confusa con la specie Koeleria hirsuta (DC) Gaudin. L'areale è lo stesso, ma quest'ultima si distingue per le glume densamente ispide sulla carena.